# موتورهای توربینی کرایسلر

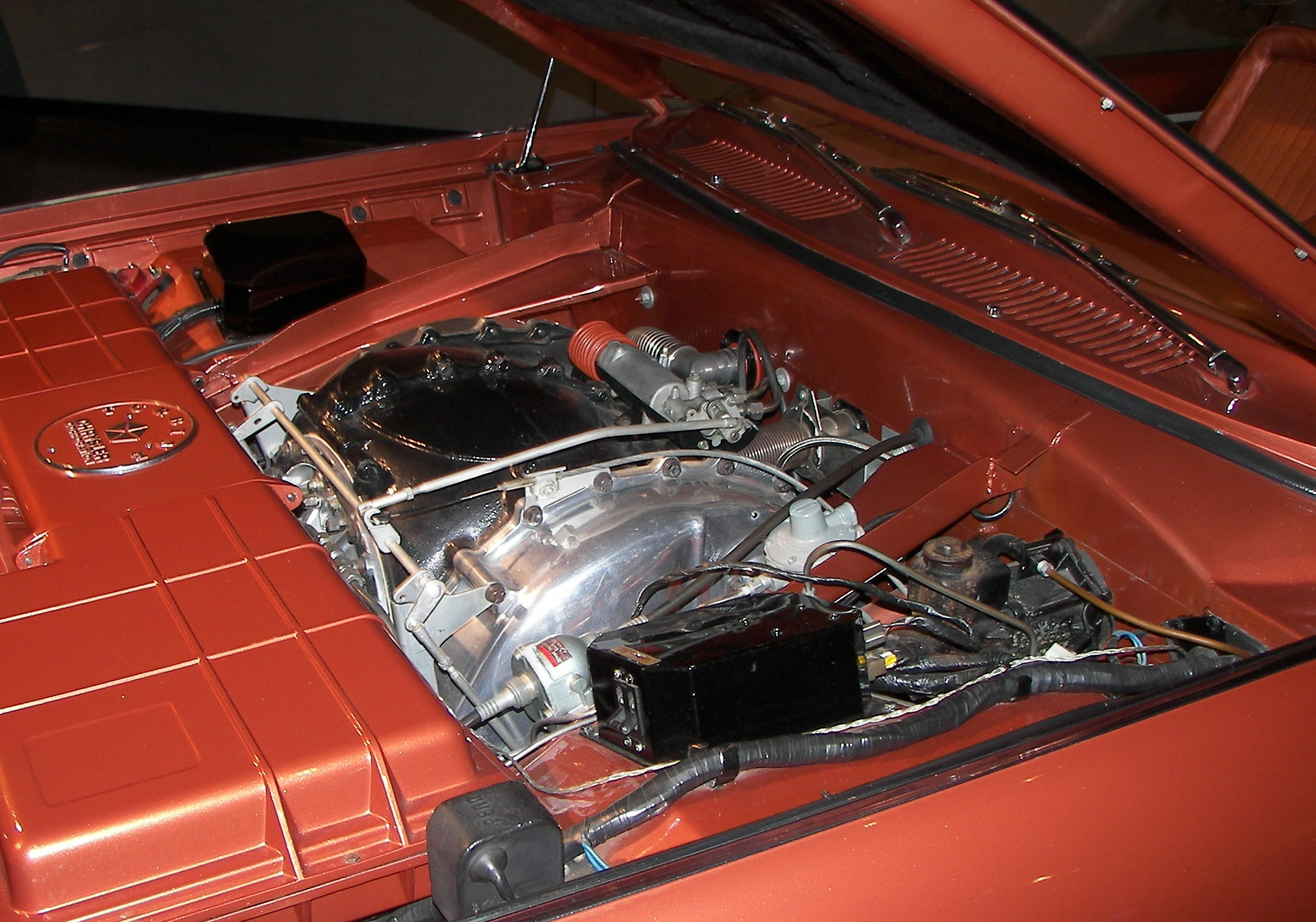
محفظهٔ موتور یک خودروی توربینی کرایسلر سال ۱۹۶۳

موتور توربینی کرایسلر (انگلیسی: Chrysler turbine engines) یک سری از موتورهای توربینی است که توسط توسط شرکت کرایسلر و جهت استفاده در وسایل نقلیهٔ جاده‌ای توسعه یافته‌اند.

## توسعه
پژوهش برای طراحی و ساخت یک موتور توربین گازی با قابلیت عملکرد، پیش از ورود ایالات متحده آمریکا به جنگ جهانی دوم آغاز شد، و موتورهای تحقیقاتی و آزمایشی برای نخستین بار در سال ۱۹۵۴ وارد عمل شدند. جورج هیوبنر و گروه او که متشکل از مهندسین پژوهشی بود معتقد بودند که این موتور یک پروژهٔ ماندگار است. مصرف سوخت این موتورها که باید در بازه‌ای برابر با موتورهای رفت و برگشتی قرار می‌گرفت، قطعاتی که باید اندازهٔ آن‌ها کاهش می‌یافت و بازدهی آن‌ها افزایش پیدا می‌کرد، صدای تولیدی موتور که باید کاهش می‌یافت، تأخیر در شتاب‌گیری که باید کمتر می‌شد و ترمز موتور که باید با عملکرد کلی موتور در هم می‌آمیخت، از جمله چالش‌های پیش روی این پروژه بودند. علاوه بر این مواد مقاوم در برابر دمای بالا نیز باید توسعه می‌یافتند و در عین حال به‌اندازه‌ای ارزان قیمت می‌بودند که بتوان قیمت خودرو را در برابری با سایر خودروهای آن زمان حفظ کرد.
مزایای موتورهای توربینی شامل نیاز کمتر به نگهداری، عمر مورد انتظار بیشتر برای موتور، پتانسیل وسیع برای توسعه و کاهش تعداد قطعات موتور به میزان حدود ۸۰٪ (۶۰ قطعه به‌جای ۳۰۰ قطعه) می‌شدند. در این موتورهای نیاز به سرویس‌های دوره‌ای تقریباً از بین رفت و سختی در راه‌اندازی موتور در دماهای پایین نیز وجود نداشت و نیازی به گرم کردن موتور نبود؛ همچنین این موتورها نیازی به ضدیخ نداشتند، در فصل زمستان بخاری بلافاصله در دسترس بود، در صورت فشردن ناگهانی پدال گاز ایست موتور اتفاق نمی‌افتاد، موتور بدون لرزش کار می‌کرد، مصرف روغن ناچیز بود، وزن موتور کاهش یافته بود، گازهای خروجی خنک بودند و آلایندگی کمتری داشتند، و مهم‌تر از همه تنوع وسیعی از سوخت‌های احتراق‌پذیر می‌توانستند به‌عنوان جایگزینی برای سوخت نفتی بنزین مورد استفاده قرار گیرند.

## سری‌های موتور
- سی‌آر۱ ۱۹۵۴–۱۹۵۶: پلیموث بلویدیر ۴-در
  - ~۱۰۰ اسب بخار (۷۵ کیلووات)
  - فاقد ترمز موتور
  - دورگیری کُند
- سی‌آر۲ ۱۹۵۶–۱۹۵۷: پلیموث بلویدیر ۱۹۵۶، پلیموث فیوری ۱۹۵۷
  - تقویت‌کنندهٔ بهتر
  - مصرف سوخت بهتر (۱۳ لیتر بر ۱۰۰ کیلومتر (۱۸ مایل بر گالون آمریکایی))
- سی‌آر۲ای ۱۹۶۰–۱۹۶۲: پلیموث فیوری ۱۹۶۰، پلیموث فیوری ۱۹۶۲ (۲)، دوج دارت ۱۹۶۲ (۲)، دوج ½۲ تن استیک ۱۹۶۱
  - خودروی نمایشی توربوفلایت
  - ۱۴۰ اسب بخار (۱۰۴ کیلووات)، ۵۰۸ نیوتون متر (۳۷۵ پوند فوت)
  - تیغه‌های نازل قابل تنظیم
- آ-۸۳۱ ۱۹۶۳–۱۹۶۶: خودروهای توربینی کرایسلر (۵۰)
  - ۱۳۰ اسب بخار (۹۷ کیلووات)، ۵۷۶ نیوتن متر (۴۲۵ پوند فوت)
  - تأخیر بسیار کمتر
  - ۵۰ خودرو + ۵ پیش‌نمونه. به‌جز ۹ دستگاه باقی آن‌ها نابود شدند.
  - نمونه‌های باقی‌مانده، مکان و وضعیت عملیاتی[۵]
    - #۹۹۱۲۱۱ - موزه حمل و نقل، سنت لوییس، میزوری – فعال
    - #۹۹۱۲۲۵ - موزه خودروی گیلمور، هیکوری کورنرز، میشیگان – غیرفعال
    - #۹۹۱۲۳۰ - موزه والتر پی. کرایسلر، آوبرن‌هیلز، میشیگان – فعال
    - #۹۹۱۲۳۱ - مجموعهٔ خصوصی در تره هاوت، ایندیانا – فعال
    - #۹۹۱۲۳۴ - موزه هنری فورد، دیربورن، میشیگان – غیرفعال
    - #۹۹۱۲۴۲ - مجموعهٔ خصوصی در بربانک، کالیفرنیا – فعال
    - #۹۹۱۲۴۴ - موزهٔ تاریخ طبیعی لس آنجلس کانتی، لس آنجلس، کالیفرنیا – غیرفعال
    - #۹۹۱۲۴۵ - مؤسسه اسمیتسونین، واشینگتن، دی.سی. – غیرفعال
    - #۹۹۱۲۴۷ - موزه والتر پی. کرایسلر، آوبرن‌هیلز، میشیگان – فعال
- آ۸۷۵ ۱۹۶۴: پلیموث فیوری‌های ۱۹۶۴ (۲)
  - مشابه آ-۸۳۱ اما با تقویت‌کننده‌های بزرگ‌تر
- جن۶ ۱۹۶۴–۱۹۷۳: دوج چارجر پروتوتایپ، دوج کورونت ۱۹۶۶، سدان‌های بدنه-بی ۱۹۷۳ (۳)
  - مشابه آ۸۷۵ اما با کارکرد جداگانهٔ تجهیزات جانبی
- جن۷ کوپه ۱۹۷۷: دوج آسپن ۴-در (۳)، ۷۹ میرادا مفهومی بدنه-اف، کرایسلر لبارون مفهومی ۱۹۸۰
  - ۱۰۴ اسب بخار (۷۸ کیلووات) (با قابلیت افزایش به ۱۲۵ اسب بخار (۹۳ کیلووات))